# Patata quarantina del Molise
La Quarantina del Molise è una varietà di patata utilizzata ormai dagli anni cinquanta per la produzione della patata lunga di San Biase.
Di forma allungata ed appiattita, presenta una buccia giallastra o violacea.

La pasta è bianco-giallastra tendente al rame.